# Club de Fútbol Gandía
Maillots
Le Club de Fútbol Gandía est un club de football espagnol basé à Gandia fondé en 1947.

## Bilan saison par saison
| Saison    | Niveau | Division             | Place | Copa del Rey      |
| --------- | ------ | -------------------- | ----- | ----------------- |
| 1947-1953 |        | Divisions régionales | —     |                   |
| 1953-1954 | 3      | Tercera División     | 6e    |                   |
| 1954-1955 | 3      | Tercera División     | 4e    |                   |
| 1955-1956 | 3      | Tercera División     | 3e    |                   |
| 1956-1957 | 3      | Tercera División     | 2e    |                   |
| 1957-1958 | 3      | Tercera División     | 3e    |                   |
| 1958-1959 | 3      | Tercera División     | 4e    |                   |
| 1959-1960 | 3      | Tercera División     | 3e    |                   |
| 1960-1961 | 3      | Tercera División     | 5e    |                   |
| 1961-1962 | 3      | Tercera División     | 1er   |                   |
| 1962-1963 | 3      | Tercera División     | 5e    |                   |
| 1963-1964 | 3      | Tercera División     | 6e    |                   |
| 1964-1965 | 3      | Tercera División     | 2e    |                   |
| 1965-1966 | 3      | Tercera División     | 3e    |                   |
| 1966-1967 | 3      | Tercera División     | 3e    |                   |
| 1967-1968 | 3      | Tercera División     | 2e    |                   |
| 1968-1969 | 3      | Tercera División     | 4e    |                   |
| 1969-1970 | 3      | Tercera División     | 2e    | 2e tour           |
| 1970-1971 | 3      | Tercera División     | 8e    | 3e tour           |
| 1971-1972 | 3      | Tercera División     | 20e   | 2e tour           |
| 1972-1973 | 4      | Regional Preferent   | —     |                   |
| 1973-1974 | 3      | Tercera División     | 17e   | 2e tour           |
| 1974-1975 | 4      | Regional Preferent   | —     |                   |
| 1975-1976 | 3      | Tercera División     | 8e    | 1er tour          |
| 1976-1977 | 3      | Tercera División     | 18e   | 1er tour          |
| 1977-1978 | 4      | Tercera División     | 7e    | 1er tour          |
| 1978-1979 | 4      | Tercera División     | 3e    | 2e tour           |
| 1979-1980 | 4      | Tercera División     | 7e    | 1er tour          |
| 1980-1981 | 4      | Tercera División     | 6e    | 1er tour          |
| 1981-1982 | 4      | Tercera División     | 6e    | 1er tour          |
| 1982-1983 | 4      | Tercera División     | 3e    | 2e tour           |
| 1983-1984 | 4      | Tercera División     | 5e    | 2e tour           |
| 1984-1985 | 4      | Tercera División     | 5e    | 1er tour          |
| 1985-1986 | 4      | Tercera División     | 2e    | 1er tour          |
| 1986-1987 | 3      | Segunda División B   | 16e   | 2e tour           |
| 1987-1988 | 3      | Segunda División B   | 8e    | 3e tour           |
| 1988-1989 | 3      | Segunda División B   | 11e   | 2e tour           |
| 1989-1990 | 3      | Segunda División B   | 3e    |                   |
| 1990-1991 | 3      | Segunda División B   | 9e    | 3e tour           |
| 1991-1992 | 3      | Segunda División B   | 16e   | 3e tour           |
| 1992-1993 | 4      | Tercera División     | 7e    | 1er tour          |
| 1993-1994 | 4      | Tercera División     | 17e   |                   |
| 1994-1995 | 4      | Tercera División     | 1er   |                   |
| 1995-1996 | 4      | Tercera División     | 3e    |                   |
| 1996-1997 | 3      | Segunda División B   | 15e   | 1er tour          |
| 1997-1998 | 3      | Segunda División B   | 9e    |                   |
| 1998-1999 | 3      | Segunda División B   | 11e   |                   |
| 1999-2000 | 3      | Segunda División B   | 1er   |                   |
| 2000-2001 | 3      | Segunda División B   | 19e   | 32e de finale     |
| 2001-2002 | 4      | Tercera División     | 12e   |                   |
| 2002-2003 | 4      | Tercera División     | 10e   |                   |
| 2003-2004 | 4      | Tercera División     | 16e   |                   |
| 2004-2005 | 4      | Tercera División     | 2e    |                   |
| 2005-2006 | 4      | Tercera División     | 20e   | Tour préliminaire |
| 2006-2007 | 5      | Regional Preferent   | 4e    |                   |
| 2007-2008 | 5      | Regional Preferent   | 3e    |                   |
| 2008-2009 | 4      | Tercera División     | 5e    |                   |
| 2009-2010 | 4      | Tercera División     | 1er   |                   |
| 2010-2011 | 3      | Segunda División B   | 14e   | 1er tour          |
| 2011-2012 | 3      | Segunda División B   | 18e   |                   |
| 2012-2013 | 4      | Tercera División     | 15e   |                   |
| 2013-2014 | 5      | Regional Preferent   | 17e   |                   |
| 2014-2015 | 6      | Primera Regional     | 13e   |                   |
| 2015-2016 | 6      | Primera Regional     | 16e   |                   |
| 2016-2017 | 7      | Segunda Regional     | 6e    |                   |
| 2017-2018 | 7      | Segunda Regional     | 4e    |                   |
| 2018-2019 | 7      | Segunda Regional     | 1er   |                   |
| 2019-2020 | 6      | Primera Regional     | 1er   |                   |

- 35 saisons en Tercera División[2]puis Segunda División B (D3)
- 23 saisons en Regional Preferent puis Tercera División (D4)
- 15 saisons en Divisions régionales et en dessous (D5 et divisions inférieures)

## Anciens joueurs
- Miguel Retuerto